# Tridentiger bifasciatus
 Tridentiger bifasciatus es una especie de peces de la familia de los Gobiidae en el orden de los Perciformes.

## Morfología
Los machos pueden llegar a alcanzar los 12 cm de longitud total.

## Hábitat
Es un pez de clima templado (10 °C-25 °C) y demersal.

## Distribución geográfica
Se encuentra en el Japón, la China y Corea del Sur.  Ha sido introducido en Estados Unidos.

## Observaciones
Es inofensivo para los humanos. 